# From Russia Without Love
«From Russia Without Love» (укр. «З Росії без любові») — шоста серія тридцятого сезону мультсеріалу «Сімпсони», прем'єра якої відбулась 11 листопада 2018 року у США на телеканалі «Fox».

## Сюжет
Стурбована тим, що вони запрошують на вечерю до Дня подяки забагато людей, які занадто багато п'ють, Мардж просить Гомера не запрошувати Мо. Депресивний Мо перестає сердито реагувати на телефонні приколи Барта і підколює хлопця у відповідь. Розлючений Барт разом з Мілгаусом та Нельсоном вирішують влаштувати жорстокий розіграш.
За допомогою Германа вони отримують доступ до Даркнету, темної мережі. Вони замовляють для Мо дружину з Росії, прекрасну жінку на ім'я Анастасія, яка з'являється у таверні.
Мо одразу ж заперечує її замовлення, але дозволяє залишитися. Вона перетворює бар у заклад високого класу. Мо вражений Анастасією, але у нього забагато разів було розбите серце і відмовляється від романтичної участі. Дівчина вирішує переїхати і влаштуватися на роботу в російський чайний будинок в Оґденвіллі.
Удома Гомер помічає, що Барт отримує підозрілі пакети з темної мережі. Він і Мардж допитують Барта і погрожують знищити його телефон, допоки він не визнає свої темні угоди в Інтернеті. Поки Мардж присуджує Барту низку покарань, Гомер кидається сказати Мо правду і спонукає його боротися за Анастасію. Мо відстежує її до чайного будинку, в якому вона працює, але бачить, що вона вже зустрічається з Красті. Мо зізнається у коханні до Анастасії. Вона розриває з Красті і погоджується виконати контракт.
Як останнє покарання Барт покликаний допомагати на весіллі Мо та Анастасії. Однак, біля він, Мілгаус і Нельсон, які вивчили російську у Даркнеті, зачитують, що згідно шлюбного контракту Мо віддає Анастасії все своє особисте майно. Коли про це стало відомо Мо, він відмовляється одружитися з нею, бо вона брехала йому про договір. На свій жах, потім Анастасія зізнається, що вона насправді — американська аферистка зі штату Огайо. Тоді Мо наказує їй піти, після чого спокушує завгоспа Віллі, роблячи вигляд, що вона — шотландка.

## Ставлення критиків і глядачів
Під час прем'єри серію переглянули 2,35 млн осіб з рейтингом 0.9, що зробило її найпопулярнішим шоу на каналі «Fox» тієї ночі.
Денніс Перкінс з «The A.V. Club» дав серії оцінку C+, сказавши: «Занадто мало вкладено у сценарій, або в емоційну сторону дилеми Мо, або в потенційну темну комедію, притаманну всьому сюжету замовлення пошти… Серія намагається бути і світлою, і темною одночасно, однак ні те, ні інше не вдається».
Тоні Сокол з «Den of Geek» дав серії три з половиною з п'яти зірок, сказавши:
|  | Політичного коментаря в серії немає, а соціальний коментар — лише на сома. Міжнародний інцидент виявляється надто вітчизняним… Серія — це довгий сумний погляд на Мо. Щось, від чого більшість громад вважає за краще відвернути погляд… |

2019 року Генк Азарія номінувався на премію «Еммі» за «Найкраще озвучування» Мо у цій серії.
Згідно з голосуванням на сайті The NoHomers Club більшість фанатів оцінили серію на 4/5 із середньою оцінкою 3,33/5.